# Paepalanthus spixianus
Paepalanthus spixianus är en gräsväxtart som beskrevs av Carl Friedrich Philipp von Martius. Paepalanthus spixianus ingår i släktet Paepalanthus och familjen Eriocaulaceae. Inga underarter finns listade i Catalogue of Life.